# Serguéievka (Bélgorod)
|  | Per a altres significats, vegeu «Serguéievka». |

Serguéievka - Сергеевка (rus) - és un poble de l'óblast de Bélgorod, a Rússia. El 2010 tenia 89 habitants. Pertany al districte (raion) de Stari Oskol.